# إخوان الصفا
إِخوَانُ الصَّفَا وَخِلَّانُ الوَفَا وَأَهلُ العَدلِ وَأَبنَاءُ الحَمدِ المعروفون اختصارًا بِـ«إخوان الصفا وخلان الوفا» أو «إخوان الصفا» هم جماعة سريَّة من الفلاسفة الشيعة من أهل القرن الرابع الهجري في البصرة. اتَّحدوا على أن يوفقوا بين العقيدة الإسلاميَّة والحكمة الفلسفيَّة المعروفة في ذلكُم العهد فكتبوا خمسين مقالةً سموها «تحف إخوان الصفا». وكان لهُم عميق الأثر على النهضة الفكريَّة في تلكُمُ العُصُور.
أثّر فكر الإخوان في مذهب الإسماعيلي في البصرة في النصف الثاني من القرن الرابع الهجري. وكانت اهتمامات هذه الجماعة متنوعة وتمتد من العلم والرياضيات إلى الفلك السياسة وقاموا بكتابة فلسفتهم عن طريق 52 رسالة مشهورة ذاع صيتها حتى في الأندلس. ويعتبر البعض هذه الرسائل بمثابة موسوعة للعلوم الفلسفية. كان الهدف المعلن من هذه الحركة «التضافر للسعي إلى سعادة النفس عن طريق العلوم التي تطهر النفس». من الأسماء المشهورة في هذه الحركة كانت أبو سليمان محمد بن مشير البستي المشهور بالمقدسي، وأبو الحسن علي ابن هارون الزنجاني، ومحمد بن أحمد النهرجوري، والعوفي، وزيد بن رفاعة. وهنالك كتاب ألفه الحكيم المجريطي القرطبي المتوفى سنة 395هـ وضعه على نمط تحفة إخوان الصفا وسماه «رسائل إخوان الصفا».

## فلسفتهم
تأثر إخوان الصفا بالفلسفة اليونانية والفارسية والهندية وكانوا يأخذون من كل مذهب بطرف ولكنهم لم يتأثروا على الإطلاق بفكر الكندي واشتركوا مع فكر الفارابي والإسماعيليين في نقطة الأصل السماوي للأنفس وعودتها إلى الله وكان فكرتهم عن منشأ الكون يبدأ من الله ثم إلى العقل ثم إلى النفس ثم إلى المادة الأولى ثم الأجسام والأفلاك والعناصر والمعادن والنبات والحيوان. فكان نفس الإنسان - من وجهة نظرهم - جزءا من النفس الكلية التي بدورها سترجع إلى الله ثانية يوم المعاد. الموت عند إخوان الصفاء يسمى «البعث الأصغر»، بينما تسمى عودة النفس الكلية إلى الله «البعث الأكبر». وكان إخوان الصفا على قناعة إن الهدف المشترك بين الأديان والفلسفات المختلفة هو أن تتشبه النفس بالله بقدر ما يستطيعه الإنسان.
كانت كتابات إخوان الصفا ولا تزال مصدر خلاف بين علماء الإسلام وشمل الجدل التساؤل حول الانتماء المذهبي للجماعة فالبعض اعتبرهم من أتباع المدرسة المعتزلية والبعض الآخر اعتبرهم من نتاج المدرسة الباطنية وذهب البعض الآخر إلى حد وصفهم بالإلحاد والزندقة  ولكن إخوان الصفا أنفسهم قسموا العضوية في حركتهم إلى 4 مراتب:
- مَن يملكون صفاء جوهر نفوسهم وجودة القبول وسرعة التصور. ولا يقل عمر العضو فيها عن خمسة عشر عامًا؛ ويُسمَّوْن بالأبرار والرحماء، وينتمون إلى طبقة أرباب الصنائع.
- مَن يملكون الشفقة والرحمة على الأخوان. وأعضاؤها من عمر ثلاثين فما فوق؛ ويُسمَّوْن بالأخيار الفضلاء، وطبقتهم ذوو السياسات.
- مَن يملكون القدرة على دفع العناد والخلاف بالرفق واللطف المؤدِّي إلى إصلاحه. ويمثل هؤلاء القوة الناموسية الواردة بعد بلوغ الإنسان الأربعين من العمر، ويُسمَّوْن بالفضلاء الكرام، وهم الملوك والسلاطين.
- المرتبة الأعلى هي التسليم وقبول التأييد ومشاهدة الحق عيانًا. وهي قوة الملكية الواردة بعد بلوغ الخمسين من العمر، وهي الممهِّدة للصعود إلى ملكوت السماء؛ وإليها ينتمي الأنبياء.[17]

## تاريخ ظهورهم
اهتم العرب في عصر الراشدين والعصر الأموي بالغزوات، حتى حل العصر العباسي حيث بدأوا بترجمة الكتب اليونانية المترجمة من السريانية إلى العربية في الطب والفلسفة، فشغفت عناصر كثيرة بالفلسفة اليونانية شغفا عظيما. إذ رعى أبو جعفر المنصور طبقة من المترجمين الذين ساهموا في نقل الميراث الفكري الإغريقي، واستمرت هذه الحركة في عهد هارون الرشيد، وبلغت القمة في عهد المأمون حيث أنشئت دار الحكمة في بغداد. واثر هذا الانفتاح الفكري في شطر من العهد العباسي برز مفكرون مسلمون ساعون إلى التوفيق بين الدين الإسلامي والفلسفة اليونانية، أشهرهم الكندي والفارابي وابن سينا. وتطورت هذه الجهود في البحث الفلسفي لتصير حالاً جماعية تمثّلت في نشوء فرقة عُرفت باسم (إخوان الصفاء وخلاّن الوفاء)، اشتهرت بتصنيفها مجموعة من الرسائل في مختلف فروع الفلسفة والعلوم الإنسانية. وقد لاقت هذه الرسائل رواجا كبيرا في مختلف أنحاء العالم الإسلامي.
الثابت أن إخوان الصفاء ظهروا كما يذكر ابن الطقطقي في كتابه (الفخري في الآداب السلطانية) حين (اضطربت أحوال الخلافة، ولم يبق لها رونق ولا وزارة. تملّك البويهيون، وصارت الوزارة من جهتهم والأعمال إليهم)، وكان البويهيون الذين سيطروا على العراق من الشيعة الذين اتبعوا مذهب الزيدية، وهي من أقرب الفرق إلى آراء مذهب السنّة، ذلك أنها لا ترى حصر الإمامة في سلالة الإمام الحسين بن علي، كما أنها لا تشارك غيرها من الفرق الشيعية في ذم الخلفاء أبي بكر وعمر وعثمان، أو القدح في الصحابة الذين لم يبايعوا الإمام علي بالخلافة بعد وفاة النبي. لهذا يمكن القول بأنهم من المتشيعة، وهم إما من الإسماعيليين أو الإثني عشرية والارجح من مذهب الزيدية لأن في رسائلهم مسح من الشيعية ولكنهم في ذات الوقت يخرجون عن حدود كافة الفرق الإسلامية في الفكر والمعتقد، إذ لهم فكرهم الانتقائي. وهم يجمعون بين الكثير من المعتقدات الدينية والمذاهب الفكرية، ويبتغي أصحابهم جمع حكمة كل الأمم والأديان. مذهبهم بحسب تعبيرهم في الرسالة 45 (يستغرق المذاهب كلها، ويجمع العلوم جميعها، وذلك أنه النظر في جميع الموجودات بأسرها، الحسية والعقلية، من أولها إلى آخرها، ظاهرها وباطنها، جليها وخفيها، بعين الحقيقة، من حيث هي كلها مبدأ واحد، وعلة واحدة، وعالم واحد). وتبرز هذه النظرة الانتقائية التوفيقية بشكل خاص في تحديد الإخوان لمزايا الإنسان الكامل، وقد وجدوه في (العالم الخبير الفاضل، الذكي المستبصر، الفارسي النسبة، العربي الدين، الحنفي المذهب، العراقي الآداب، العبراني المخبر، المسيحي المنهج، الشامي النسك، اليوناني العلوم، الهندي البصيرة، الصوفي السيرة كما في الرسالة 22).

## أهدافهم
كانت غاية إخوان الصفا التقريب بين الدين والفلسفة، في عصر ساد فيه الاعتقاد أن الدين والفلسفة لايتفقان، لهذا فهم يعرفون الفيلسوف على أنه الحكيم، وأن الفلسفة هي التشبُّه بالإله على قدر الطاقة البشرية، وبالاستشهاد بأقوال الفلاسفة، كسقراط وأرسطوطاليس وأفلاطون وفيثاغوراس وغيرهم، التي تصبُّ في نهر الحكمة الواحد الدافق، بما يتوافق مع أقوال الأنبياء كافة، التي استهانت بأمر الجسد ودَعَتْ إلى خلاص النفس من أسْر الطبيعة وبحر الهيولى بالعلوم وأولها علم الإنسان بنفسه، ثم علمه بحقائق الأشياء. وقد أكدوا أن علومهم التي طرحوها في الرسائل هي مفاتيح للمعرفة، لا ينبغي التوقف عندها، بل الترقِّي في سلَّم الصعود إلى الحالة الأخيرة الملكية، وهذا ما يقولون (هل لك، يا أخي، أن تصنع ما عمل فيه القوم كي يُنفَخ فيك الروح، فيذهب عنك اللوم، حتى لا ترى إلا يسوع عن ميمنة عرش الربِّ قد قرَّب مثواه كما يُقرَّب ابن الأب، أو ترى مَن حوله من الناظرين. أو هل لك أن تخرج من ظلمة أهرمن حتى ترى اليزدان قد أشرق منه النور في فسحة أفريحون. أو هل لك أن تدخل إلى هيكل عاديمون حتى ترى الأفلاك يحيكها أفلاطون وإنما هي أفلاك روحانية، لا ما يشير إليه المنجِّمون) وذلك أن علم الله محيط بما يحوي العقل من المعقولات، والعقل محيط بما تحوي النفس من الصور، والنفس محيطة بما تحوي الطبيعة من الكائنات، والطبيعة محيطة بما تحوي الهيولى من المصنوعات، فإذا هي أفلاك روحانية محيطات بعضها ببعض.

## أسماؤهم
إخوان الصفا عملوا في الخفاء، لعل ابن المقفع كان واحدا منهم ففي "كليلة ودمنة"، حيث يتوجه دبشليم الملك بالكلام لبيدبا الفيلسوف في مطلع قصة «الحمامة المطوقة» يقول له «...حدثني، إن رأيت، عن إخوان الصفاء كيف يبدأ تواصلهم ويستمع بعضهم ببعض». فيجيب الفيلسوف «إن العاقل لا يعدل بالإخوان شيئا، فالإخوان هم الأعوان على الخير كله، والمؤاسون عند ما ينوب من المكروه».
احتار الباحثون في كل العصور في قضية من هم اخوان الصفا لهذا لجأوا إلى الحدس والتخمين في معرفة محرري تلك الرسائل المجهولة التوقيع. يكشف أبو حيان التوحيدي أسماء خمسة من مؤلفي هذه الرسائل في كتابه «الإمتاع والمؤانسة»، الكتاب الذي يضم مسامرات سبع وثلاثين ليلة أمضاها التوحيدي في منادمة الوزير أبي عبد الله العارض. ويأتي ذكر إخوان الصفا في الليلة السابعة عشرة حيث يسأل الوزير عن زيد بن رفاعة وعن مذهبه، ويجيب الكاتب
«هناك ذكاءٌ غالبٌ، وذهنٌ وقادٌ، ويقظةٌ حاضرة، وسوانح متناصرة، ومتسعٌ في فنون النظم والنثر، مع الكتابة البارعة في الحساب والبلاغة، وحفظ أيام الناس، وسماعٍ للمقالات، وتبصرٍ في الآراء والديانات، وتصرفٍ في كل فنٍ... وقد أقام بالبصرة زماناً طويلاً، وصادف بها جماعةً لأصناف العلم وأنواع الصناعة؛ منهم أبو سليمان محمد بن معشر البيستي، ويعرف بالمقدسي، وأبو الحسن علي بن هارون الزنجاني، وأبو أحمد المهرجاني والعوفي وغيرهم، فصحبهم وخدمهم؛ وكانت هذه العصابة قد تآلفت بالعشرة، وتصافت بالصداقة، واجتمعت على القدس والطهارة والنصيحة، فوضعوا بينهم مذهباً زعموا أنهم قربوا به الطريق إلى الفوز برضوان الله والمصير إلى جنته، وذلك أنهم قالوا: الشريعة قد دنست بالجهالات، واختلطت بالضلالات؛ ولا سبيل إلى غسلها وتطهيرها إلا بالفلسفة، وذلك لأنها حاويةٌ للحكمة الاعتقادية، والمصلحة الاجتهادية».

## أسلوب عملهم
اعتمد إخوان الصفاء التقية في تنظيمهم وهو المبدأ الذي يعتمده الشيعة في بعض حالات الخطر على النفس أي إظهار المرء غير ما يضمر في نفسه. وساعدت التقيَّة على رواج رسائلهم واستمرار فكرهم لقرون عديدة، وبقائه كمنهل ثرٍّي لكلِّ الفلاسفة الذين أتوا بعدهم، كابن سينا والفارابي السجستاني[ ؟ ] الكرماني[ ؟ ] وناصر خسرو ونصير الدين الطوسي وغيرهم. كان على المرشد أو الداعي ان يتحلِّى بمجموعة من الصفات مثل «أن يكون أبًا شفيقًا، وطبيبًا رفيقًا، لا نزقًا ولا خرقًا ولا منحرفًا ولا متجبرًا ولا متكبرًا ولا متغيرًا، ولا يحمِّل أحدًا فوق طاقته، ولا يكلِّفه فوق وسعه، يبرز لمريديه بروز النفس الكلِّية للنفس الجزئية، في جليل هيبته وجميل هيئته..الخ». يقول عبد الحميد الكاتب ان أغلب فكر (اخوان الصفا) مستمد من الفكر الصابئي لان الفكر الصابئي كان متداولا في العهد العباسي والأموي من خلال جهابذة العلم والأدب الصابئة من امثال ثابت بن قرة وأبو اسحاق الصابئي وغيرهم. فقد ذكر المؤرخون كما جاء في كتب الأفذاذ من علماء الصابئة الحرانيين عن ثابت بن قرة الصابئي الحراني المعروف بعلمه الوفير والذي تميز بعقليته الموسوعية في الفلسفة والرياضيات، فقد تخرج ثابت والذي كان قد برز من بين اقرانه، وأصبح من أخوان العهد والثبات (ابني قايما)، وصار له الحق في كشف الأسرار، وقد دعي (صديقيا) كما ورد عند ابن النديم، وهي تعني الحكماء الإلهيين، أو من كان حكيما كاملا في أجزاء علوم الحكمة. الكلمة محرفة أو من كلمة (ناصورائي زديقي) المندائية، والتي تعني المتبحر.
حركة اخوان الصفا كانت انعطافا إنسانيا حدث على أرض العراق، إذ رغم الانكسارات التي حلت به فهو الأول في العالم في استنباط العجلة والقوانين والمدينة الحكومة ثم الكتابة المسمارية وهي أول كتابة لاصورية وبها بدأ تسجيل التاريخ. وفي بغداد كانت الثورة الأولى في العالم في الطب واما حركة اخوان الصفا فقد جائت اندفاعا للفلسفة اليونانية والفكر الحر، كانت إحدى دفعات العراق للتاريخ.

## رسائل إخوان الصفاء وخلان الوفاء
صدرت عدة طبعات من رسائل اخوان الصفاء وخلان الوفاء، أولها في العام 1812 في كلكاتا Calcutta (الهند) وتبعتها إصدارات هامة وضعت باللغة الألمانية من قبل المستشرق فريدريك ديتيريشي في الفترة الممتدة بين 1861 و1872. أما النسخة المحّققة والكاملة الأولى من رسائل اخوان الصفاء فقد طبعت في أربعة مجلدات (مطبعة نخبة الأخبار) من 1887 إلى 1889 في بومباي Bombay (الهند)، من تحقيق ولاية حسين. وبعد ذلك نشرت طبعة القاهرة في العام 1928 (المطبعة العربية بمصر)، وقد حققها خير الدين الزركلي وقدمها عميد الأدب العربي: طه حسين، بالإضافة لمقدمة من تأليف أحمد زكي باشا. أما الطبعة الأكثر تداولا بين أصحاب الاختصاص في دراسة ارث اخوان الصفاء تعود إلى نصوص الرسائل التي حققها بطرس بستاني ونشرتها دار صادر في بيروت في العام 1957. هنالك أيضا طبعة حققها عارف تامر وأصدرتها منشورات عويدات في بيروت في العام 1995. يجب الإشارة أيضا في هذا السياق بأن كل الطبعات المتوافرة حاليا (أي حتى أواخرالعام 2008) من رسائل اخوان الصفاء غير محققة بشكل نقدي من حيث أنها لا تبرز المخطوطات التي تمّ الاعتماد عليها في تقديم محتويات نصوص الرسائل وتعددية معانيها والاختلافات في صياغاتها. ونظرا إلى ذلك الحال قام الباحث نادر البزري ببلورة مشروع أكاديمي يضم فريق عمل من أساتذة متخصصين بالبحث في شؤون تاريخ العلوم والفلسفة عند العرب، وذلك لاصدار رسائل اخوان الصفاء في طبعة مححققة نقديا وعلميا، وتستند إلى مجموعة من المخطوطات القديمة ومعظمها محفوظ في مكتبات ومتاحف إسطنبول العريقة، وتضاف إليها الترجمة الإنجليزية التامة والأولى لهذا الإرث العلمي. هذا المشروع تبنّته دار النشر العريقة التابعة لجامعة أكسفورد (Oxford University Press) في بريطانيا بالتعاون مع معهد الدراسات الإسماعيلية في لندن من خلال سلسلة علمية (عنوانها Epistles of the Brethren of Purity)، وقد صدر المجلد الأول من هذه السلسلة في العام 2008 من تحقيق نادر البزري (عنوانه The Ikhwan al-Safa' and their Rasa'il).

## طالع أيضًا
- رسائل إخوان الصفا
- في أصناف الحيوانات وعجائب هياكلها وغرائب أحوالها

## وصلات خارجية
- أربعة كتب لإخوان الصفا على مؤسسة هنداوي للتعليم والثقافة
- Epistles of the Brethren of Purity, Oxford University Press